# De adelaars van Rome
De adelaars van Rome (Frans: Les Aigles de Rome) is een Frans-Belgische stripreeks met Enrico Marini als schrijver en tekenaar. Het eerste album verscheen in 2007 (in het Frans) en werd een jaar later vertaald in het Nederlands. De albums worden uitgegeven door Dargaud. 
Het overkoepelende verhaal stuurt aan op de Romeinse nederlaag bij het Teutoburgerwoud, waar de Germaanse veldheer Arminius - een van de twee hoofdpersonages - de hand in had. De tekenstijl en inkleuring sluiten nauw aan bij die van De Schorpioen, een andere reeks die door Marini getekend werd.

## Verhaal
De belevenissen van de hoofdpersonen Falco en Arminius staan centraal in deze reeks. Zij groeien samen op in Italië op het landgoed van Falco's vader, die een veteraan is uit het Romeinse leger. Arminius is de zoon van een Germaans stamhoofd en als gijzelaar uitgewisseld ter naleving van het vredesverdrag met de Romeinen. In het Romeinse leger krijgen Falco en Arminius een militaire scholing en worden hierna uitgezonden naar Germania dat sinds kort daarvoor gepacifieerd is door de Romeinen. De avonturen die zij daarna beleven volgen deels de geschiedenis zoals die is overgeleverd door de antieke geschiedschrijvers. Gaandeweg vervult Arminius een dubbelrol, ondanks zijn Romeinse opvoeding voelt hij zich nog steeds verbonden met het Germaanse volk. Hun vriendschap bekoelt en als  Arminius overloopt naar de kant van de Germanen worden zij vijanden.

## Albums
| Nr. | Titel              | Jaar | ISBN                   |
| --- | ------------------ | ---- | ---------------------- |
| 1   | Eerste Boek (I)    | 2008 | ISBN 978-90-6793-987-4 |
| 2   | Tweede Boek (II)   | 2009 | ISBN 978-90-8558-134-5 |
| 3   | Derde Boek (III)   | 2011 | ISBN 978-90-8558-229-8 |
| 4   | Vierde Boek (IV)   | 2013 | ISBN 978-90-8558-329-5 |
| 5   | Vijfde Boek (V)    | 2016 | ISBN 978-90-8558-454-4 |
| 6   | Zesde Boek (VI)    | 2023 | ISBN 978-90-8558-712-5 |
| 7   | Zevende Boek (VII) | 2024 | ISBN 978-90-8558-743-9 |